# Ålstens gård

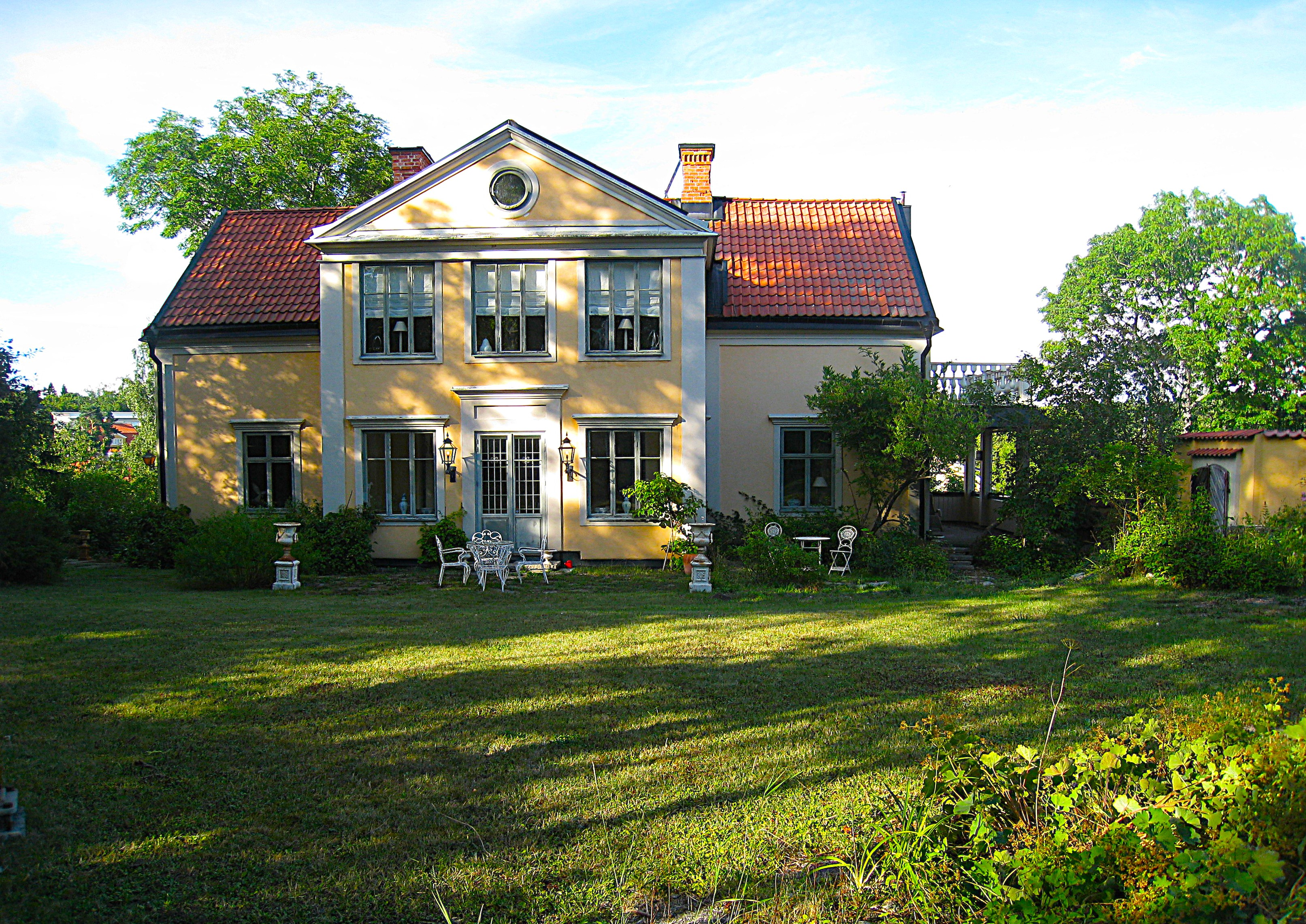
Ålstens gårds huvudbyggnad, vy från sjösidan, 2013.

Ålstens gård är en herrgård och ett tidigare säteri samt fideikommiss belägen vid Brantstigen 12 i stadsdelen Ålsten i Bromma socken i västra Stockholms kommun. Huvudbyggnaden på Brantstigen 12 med gård och tomt köptes år 1936 av museimannen Axel Gauffin och restaurerades. Han var då överintendent vid Nationalmuseum i Stockholm. Axel Gauffin var därefter bosatt på Ålsten fram till 1957. Byggnaden står på en grund från 1500-talet. De enorma stenväggarna i källarvåningen vittnar om en hög ålder.

## Namnet

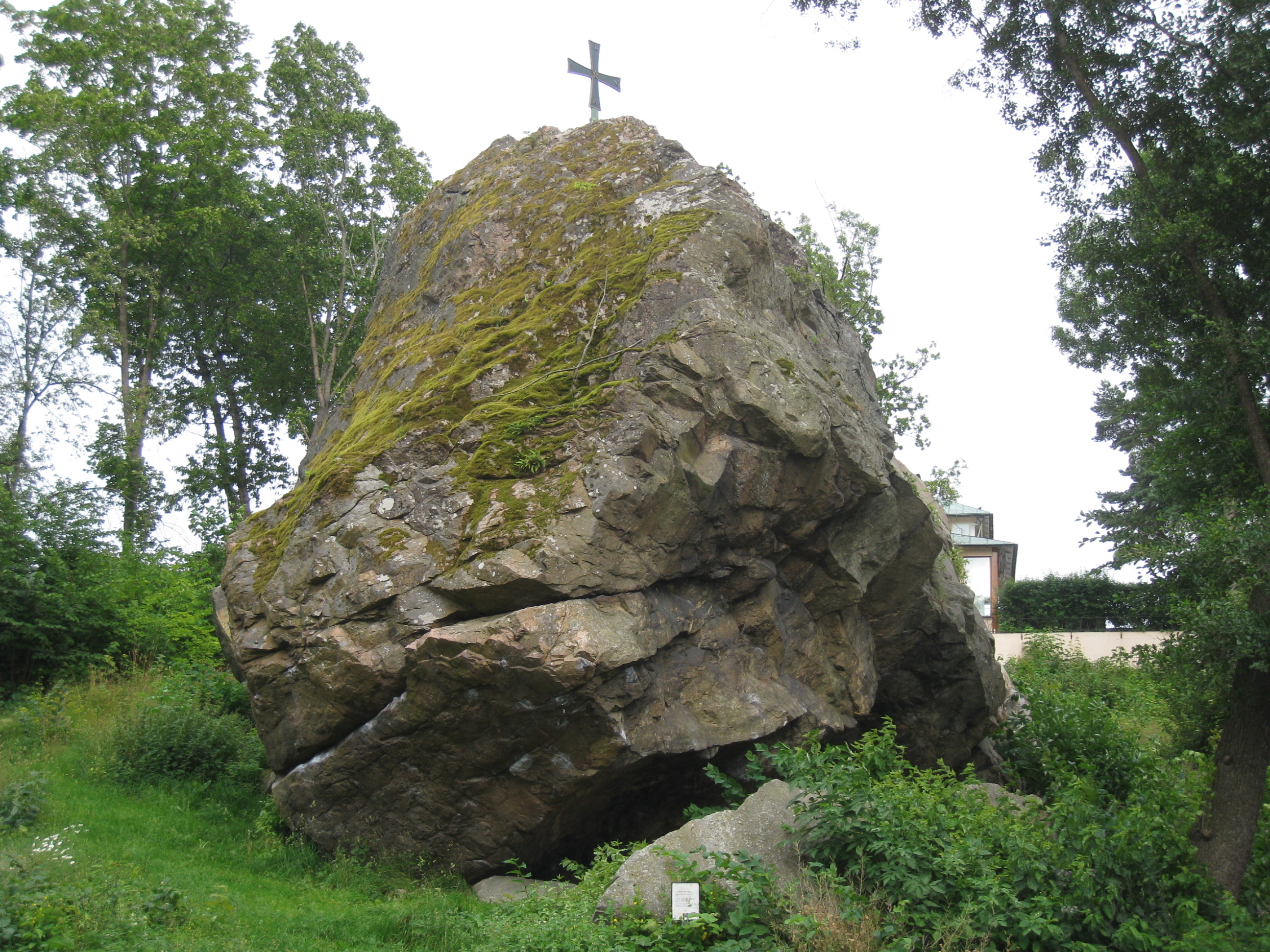
Flyttblocket Ålstenen.

Ålsten hette fram till omkring 1500-talets mitt Åsunda. Namnet Ålsten skrevs 1568 Ålestenn, år 1620 Ålasten och 1645 Åhlsten. Tolkningen av namnet Ålsten är osäker, men språkforskarna utesluter inte att det syftar på det stora klippblocket där man kan ha bedrivit ålfiske. På baksidan av ett pergament från 1418 läser man Alasten och på ett annat Aswnda. Det nuvarande namnet Ålsten nämndes år 1418, men först 1568 blir det allmänt använt. 
Enligt en annan teori borde namnet ha varit Alesten. Första delen skulle i så fall vara det fornsvenska namnet Ale. Våra dagars ålstensbor vill gärna binda samman namnet med stenen i vattnet utanför Ålstensgatans förlängning. Den finns visserligen omnämnd i gamla skrifter, men kallas där Kungssal’n. Denna "kungssadel" tror en del forskare kan ha något att göra med sägnen om Kungshatt. Även det stora flyttblocket vid Ålstenshamnen, Ålstenen, som ligger i Ålstensparken nära Mälaren väster om Ålstens gård har utpekats som upphovet till namnet Ålsten.

## Järnåldern och den forntida gården
Huvudartikel: Vikingatida gravfält vid Ålstensängen

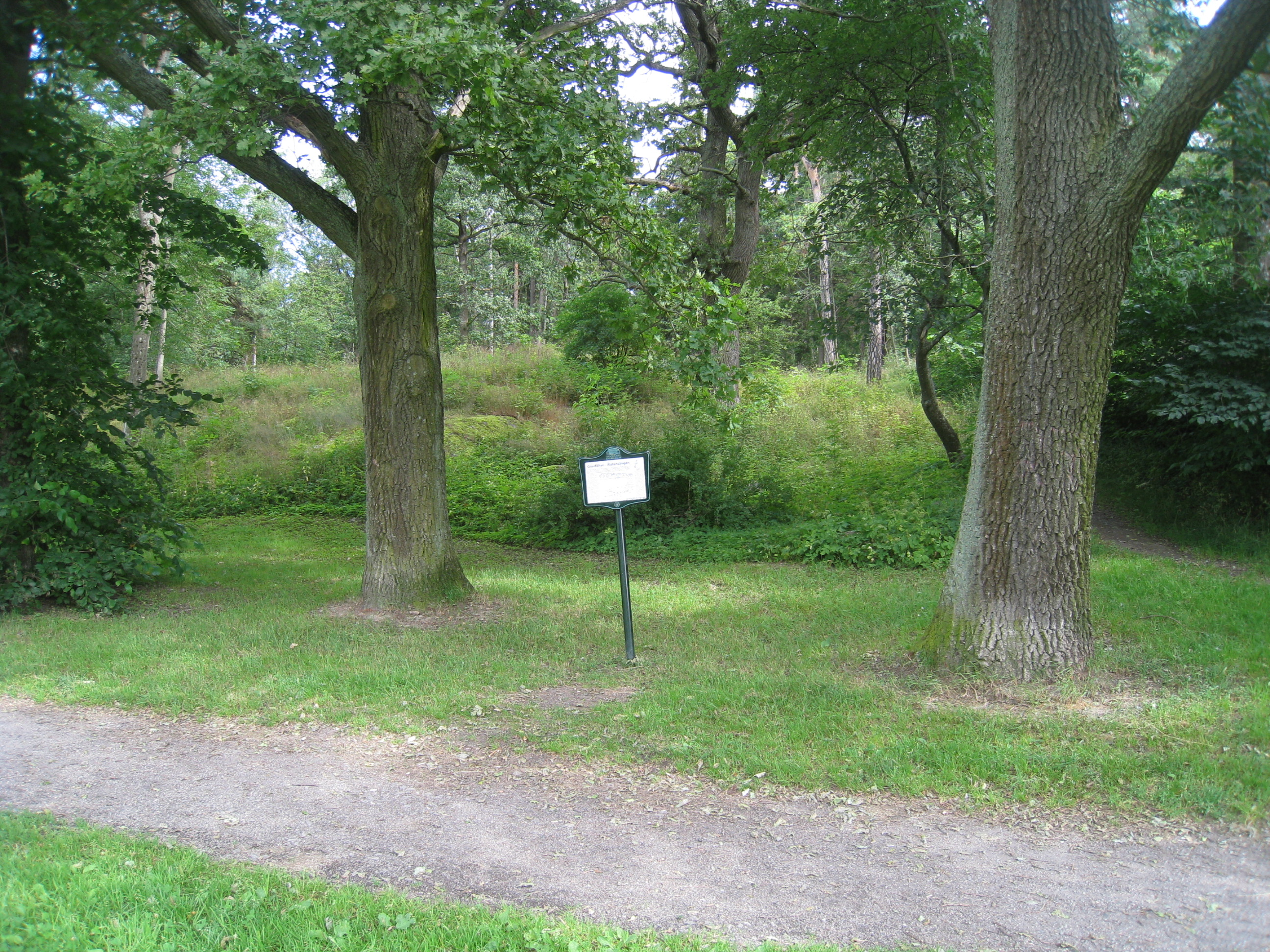
Gravfältet vid Ålstensängen RAÄ 2.

Vid den östra delen av Ålstensängen ligger ett gravfält från yngre järnålder (550-1050 e.Kr.) och den forntida gården i Ålsten kan ha legat här på höjden väster om Ålstensängen. Bronsåldern, och kanske den äldsta järnåldern, var södra Brommas storhetstid. När gravfältet anlades var Ålstensängen en skyddad havsvik av Mälaren. Gravfältet låg då endast några meter över Mälarens strand och kan nog dateras till vikingatid (800-1050 e.Kr.). På vikingatiden kunde man segla långt upp på dagens Ålstensgatan och Alviksvägen västerut var ett smalt sund.
Anlöpande skepp kunde i tidig vikingatid dras upp på den norra stranden, vid Alviksvägen, eller lägga till vid de västra och östra höjdsträckningarna. Senare grundades viken upp genom landhöjningen och tilläggsplatsen låg antagligen närmare mynningen, står det enligt skylten, som finns uppsatt på platsen vid fornlämningen. På skylten står det vidare att "vi får föreställa oss hur de levande på andra sidan Ålstensängen dagligen hade förfädernas gravar i sikte. Dessa hade i sin tur, symboliskt, uppsikt över de levande".

## Medeltiden
Gustav Vasas kungsgård och Ålstens marker har medeltida anor och gården hette ursprungligen Asunda. Första gången namnet förekommer är i en köpehandling från 1339. Ålstens gård finns omnämnt i 1568 års jordebok som kronohemman. Gustav Vasa lät bygga sig kungsgården Ålsten, som han tyckte låg på lagom avstånd från huvudstaden för att tjäna som övernattningsställe. Han ägde gården från 1544. Vid sina resor med båt på Mälaren behövde Gustav Vasa övernattningsställen eller som han uttryckte det: "vij kunne haffve ther etth natläger när thet behoff giörs och vij ther framdrage". Det exakta läget för den medeltida bebyggelsen har ej kunnat lokaliseras.

## Gården under Åke Axelsson Natt och Dag

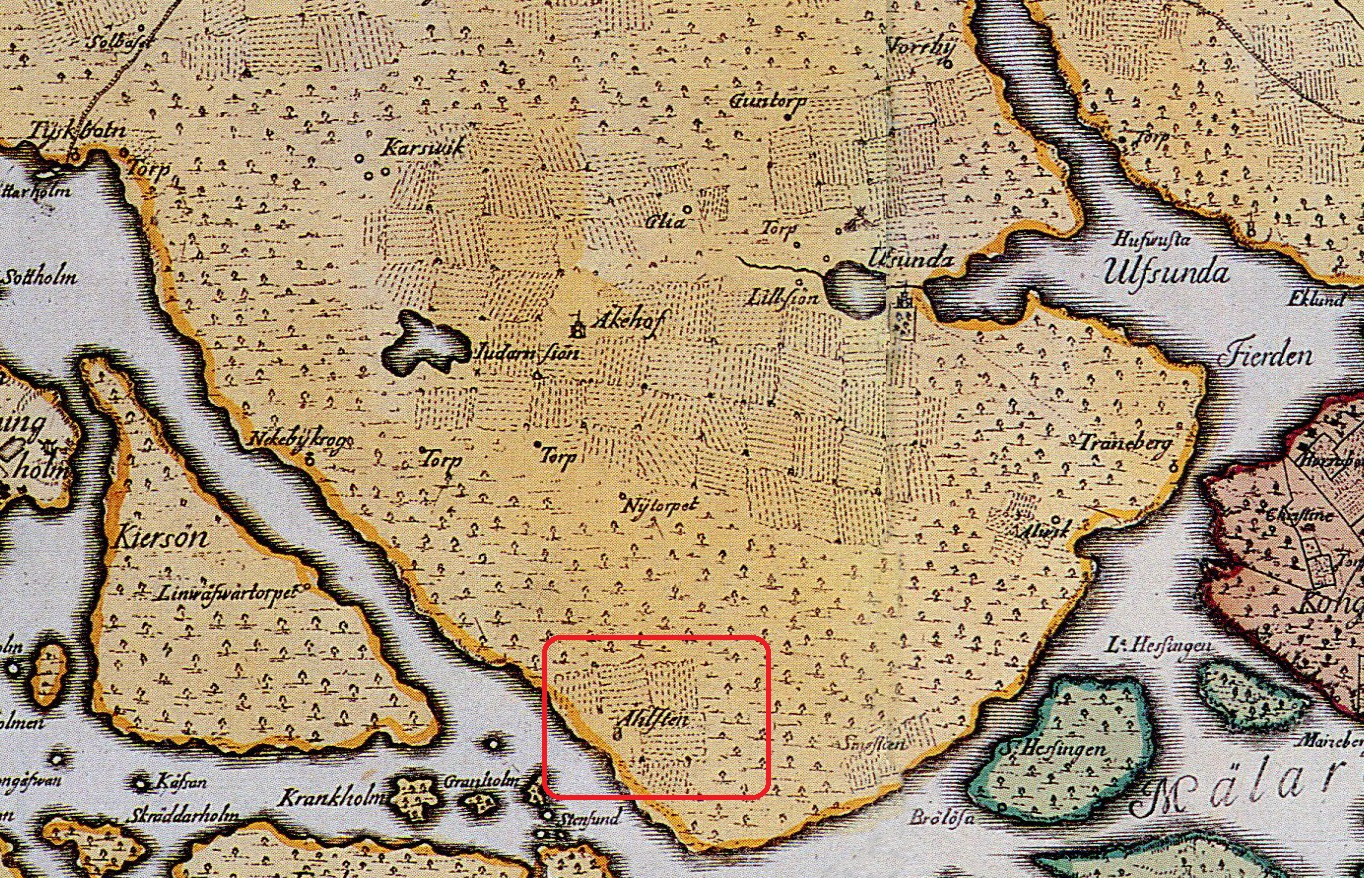
Brommalandet med "Åhlsten" (inom röd markering) på Georg Biurmans karta, 1750.

Den 15 april 1624 förvärvades Ålstens gård från kronan av riksmarskalken Åke Axelsson Natt och Dag (1594-1655), som gjorde Ålsten till säteri. I 1624 års jordebok är gården omförd till frälse.
Ålstens gård var på 1600-talet fortfarande en av de största gårdarna i Bromma socken, men torparna verkar ha det ganska dåligt ställt. När Älvsborgs lösen år 1613 ska betalas, berättas det, att endast en torpare på trakten "Erich i Ålsten", har råd att hålla sig med piga. Under 200 år ägdes Ålsten av godsherren på Åkeshov och sköttes av olika arrendatorer. Riksmarskalken, senare friherre Åke Axelsson Natt och Dag uppförde Åkeshovs slott på egendomen Nockeby i Bromma församling vid 1600-talets mitt. Gården var sedan i Åkeshovs egendom ända till 1853, då familjen Stierncronas gods upplöses. Friherre David Erik Stierncrona (1820-1900) var Åkeshovs slotts siste kommissarie. Han var den femte generationen i släkten Stierncrona, som var ägare till Åkeshovs slott.
Åkeshovs egendomar utökades under 1700-talet med Ålstens gård och Beckomberga gård och omfattade, när det var som störst, ungefär halva Bromma socken. Ägogränsen för Ålstens gård gick, grovt skissat, från mälarstranden vid Bergviks varv, längs Flädermorsbacken, åt nordväst till Olovslundsskolan, utefter Gustav III:s väg till Djupdalsvägen, något väster om den ned till Ålstens båtklubb vid mälarstranden. Området gränsade till Ulvsundas, Noras och Åkeshovs ägor.

## Ålstens gård fideikommiss under Åkeshovs slott

Johan Gabriel Stenbock (1690) av David Klöcker Ehrenstrahl.

Under 1700-talet ägdes Ålstens gård av greve Johan Gabriel Stenbock (1640-1705) och därefter av släkten Stierncrona i fem generationer, åren 1720-1853. 1721 omvandlade Gabriel Stierncrona Ålsten till fideikommiss. Han gjorde då Åkeshov och flera underlydande hemman i Spånga och Järfälla till fideikommiss för sina efterkommande. Den förste innehavaren blev den då endast åttaårige sonen David.

### Ägarlängd 1690-1853
Årtalen anger när respektive person var ägare av Ålstens gård.
- 1690-1705 Johan Gabriel Stenbock (1640-1705), greve, riksmarskalk, riksråd
- 1705-1720 Erik Gustaf Stenbock (1662-1722), den förres kusin, greve, militär och generallöjtnant, gift med Johanna Eleonora De la Gardie (1661-1708), grevinna, författare, poet, hovdam
- 1720-1723 Gabriel Stierncrona (1669-1723), friherre, justitiekansler, ämbetsman, redan 1721 omvandlade Stierncrona Åkeshov slott med underlydande gårdar till fideikommiss, slottet förblev i Stierncronas ägo till 1853
- 1723-1784 David Stierncrona (1715-1784), den förres son, friherre, kunglig kammarherre. Han blev senare också friherre till Åkeshovs slott.
- 1784-1817 David Stierncrona (1754-1817), den förres son, friherre, hovmarskalk
- 1817-1845 David Henrik Stierncrona (1786-1845), den förres son, friherre, generallöjtnant
- 1845-1853 David Erik Stierncrona (1820-1900), den förres son, friherre, kammarherre, han var slottets siste fideikommissarie.

## Historiska kartor

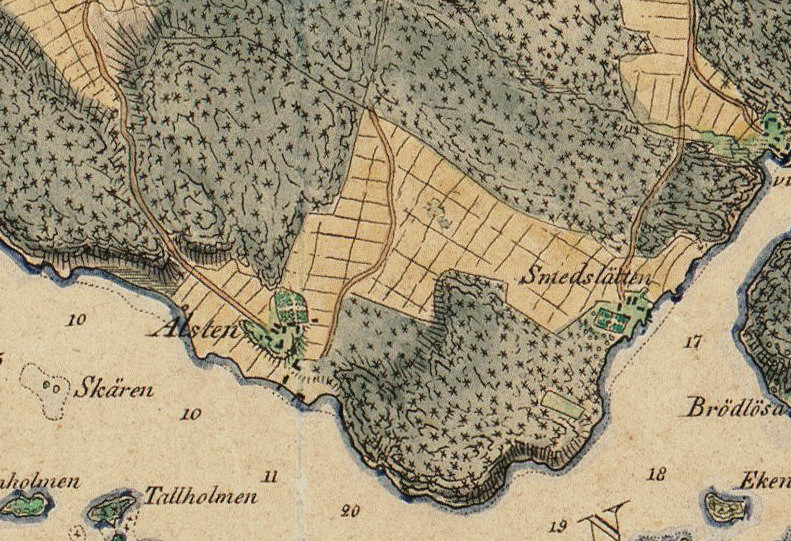
Ålsten och Smedslätten omkring 1815.
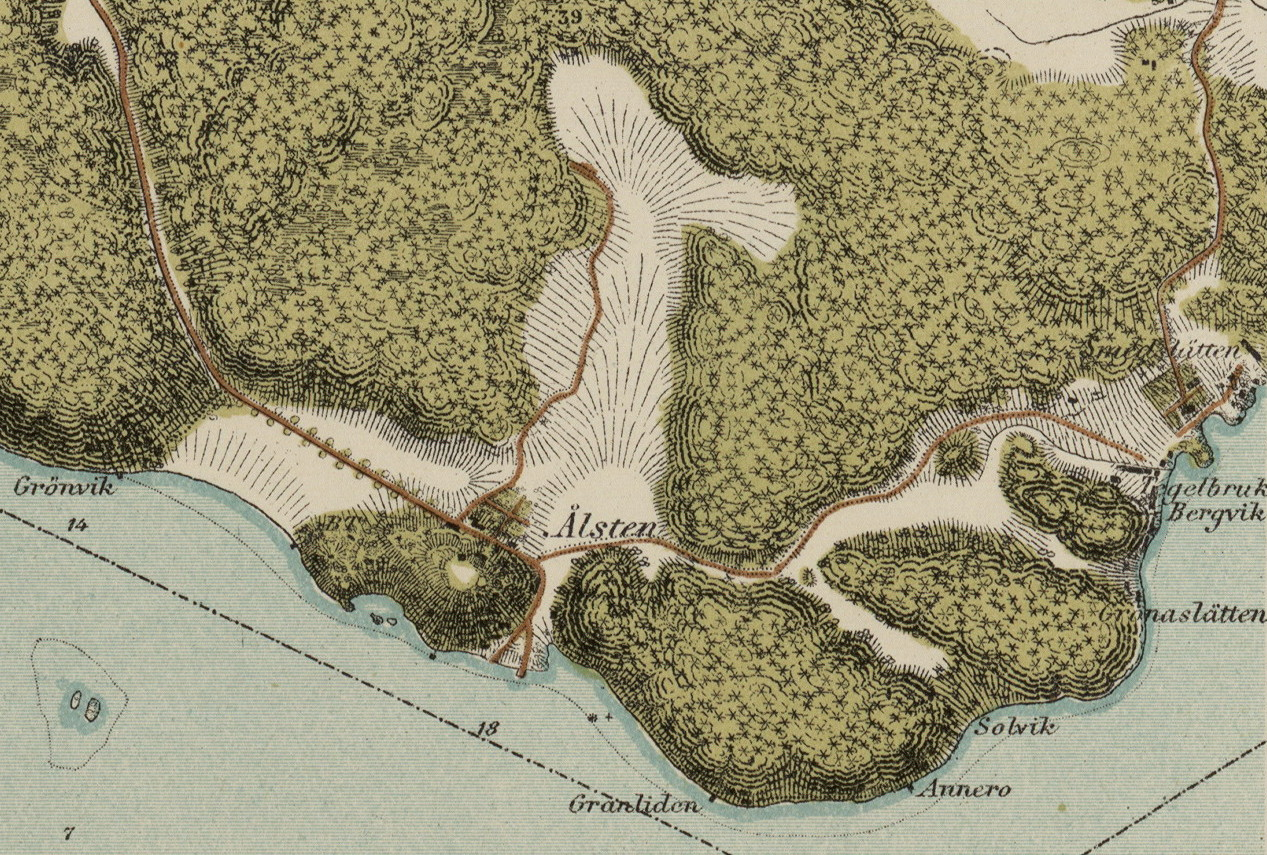
Ålsten och Smedslätten omkring 1860.
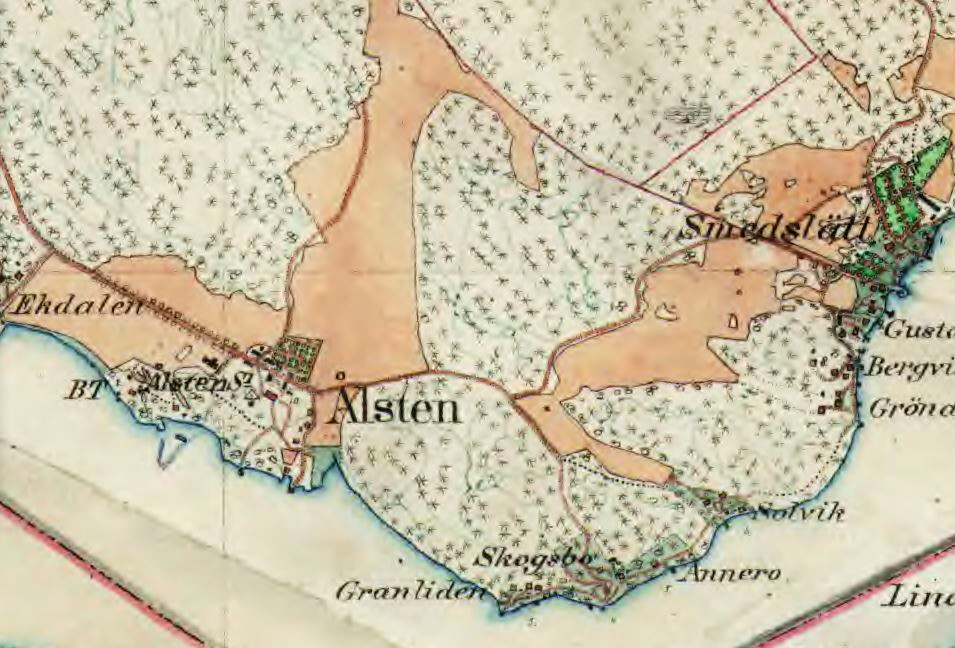
Ålsten och Smedslätten omkring 1900.
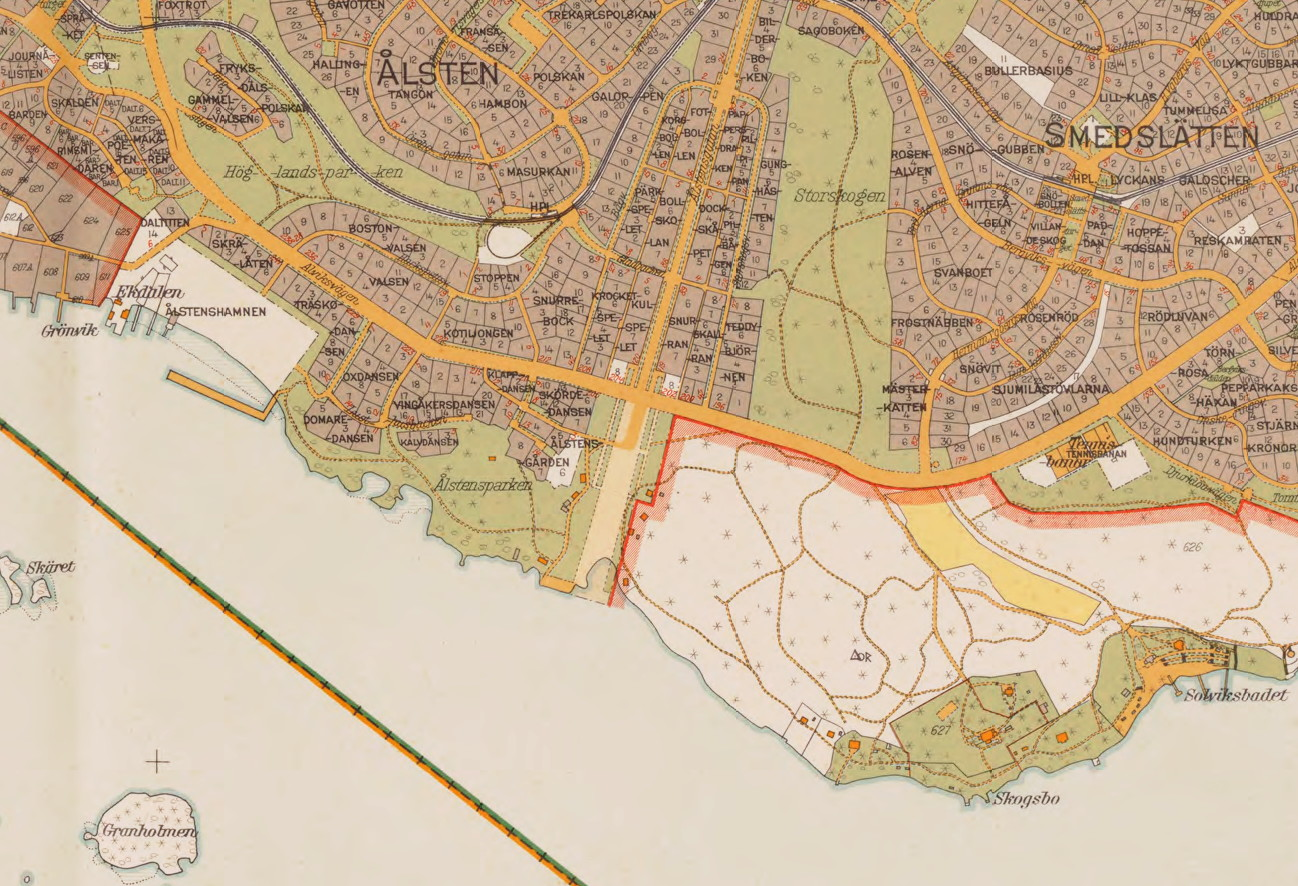
Ålsten och Smedslätten omkring 1930.

## Ålsten såldes till arrendatorn 1853
År 1853 upplöstes familjen Stierncronas gods Åkeshov och slottets siste kommissarie David Erik Stierncrona (1820-1900) sålde Ålstens gård till arrendatorn. Det var Gabriel Stierncronas sonsons sonson, kammarherre David Erik Stierncrona, som bytte Åkeshov mot Stjernarps säteri i Halland år 1853, och därmed upplöstes fideikommisset. Följande handlingar upprättas: "Köpekontrakt mellan D.E. Stierncrona (säljare) och lantbrukaren Carl Peter Mörlander, 1853 19/10 och Tillkännagivande av D.E. Stierncrona om återgång av med registrator Gustaf Cederschiöld avslutat köp om Ålsten, 1853 1/10. Därjämte en korsad skuldsedel, utfärdad av D.E. Stierncrona till G. Cederschiöld, s.å. 20/10."
Gården köptes 1872 av inspektor Lars Wedholm. Dennes arvingar sålde gården 1893 till ingenjören och kommunalpolitikern Pehr Bergstedt (1848-1924). Han var ägare av Monténs ljusfabrik i Alvik. Per Bergstedt köpte Ålstens gård 1892 och ägde gården 1892-1905.

## Gården på 1800-talets slut och 1900-talets början

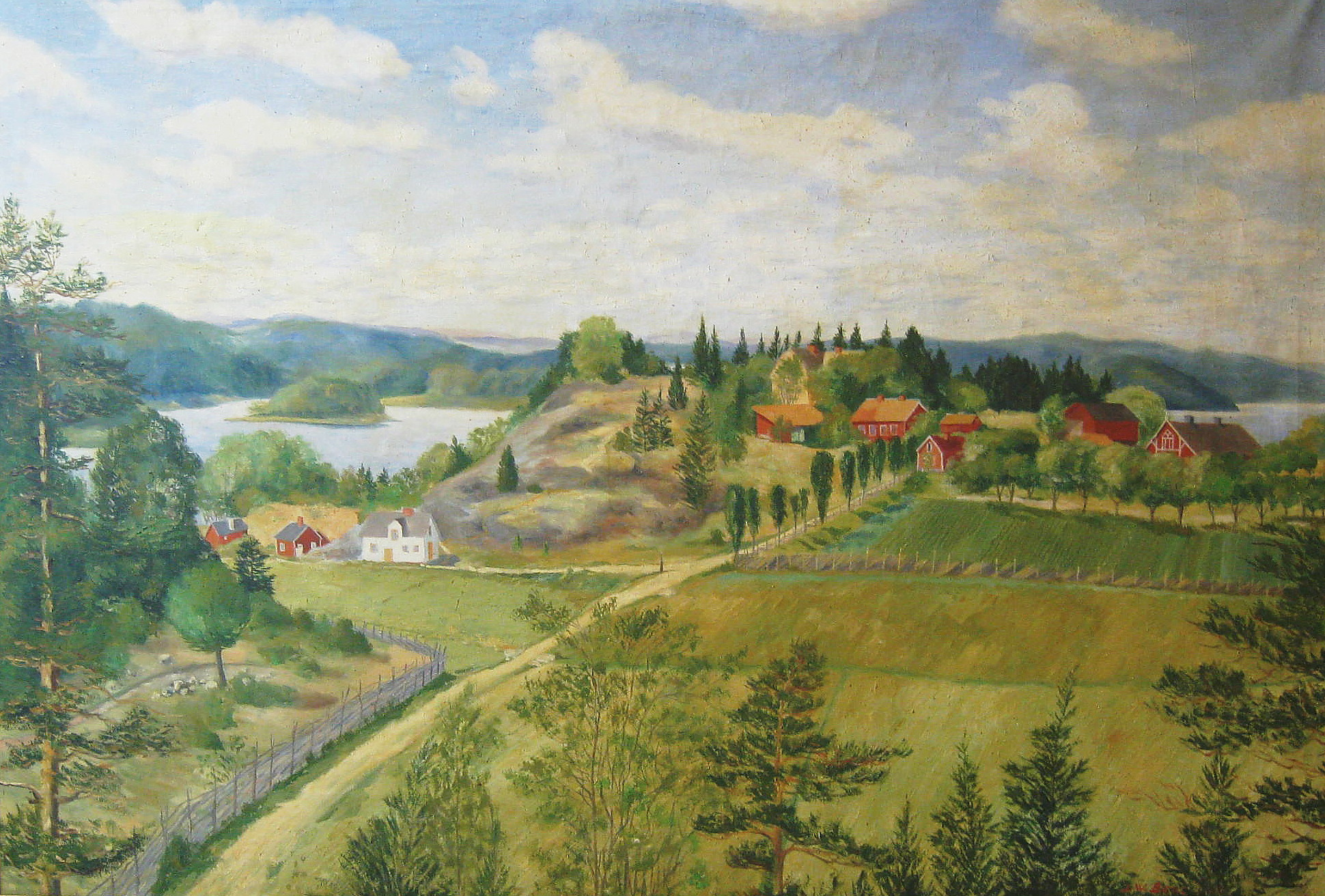
Ålstens gård med omgivning, oljemålning från 1904 av J.W. Berglund.

År 1892 köpte kommunalpolitikern, ingenjören och bokhållaren Pehr Bergstedt Ålstens gård. Pehr Bergstedt var även verkmästare vid ljusfabriken Firma Lars Montén i Bromma och han ägde Ålstens gård fram till 1905, då han sålde egendomen till Stockholms stad. Pehr Bergstedt bodde endast sommartid i huvudbyggnaden, vilket han fortsatte med till 1916. I övrigt var gården utarrenderad. Så var fallet även i fortsättningen och lantbruk drevs fram till 1923, då markerna styckades för villabebyggelse. 1905, då gården såldes till Stockholms stad, arrenderades jorden ut i tjugo år. Då var marken redan stadsplanerad och villabebyggelsen började ta fart. Ålstens villaområde i Gamla Bromma trädgårdsstad började bebyggas 1923 och fortsatte intensivt mot slutet av 1920-talet. Omkring 1934 blev de sista villorna färdiga. Den vackra gamla kulturbyggnaden, Ålstens gård, står dock kvar än idag.
Gårdens mark sträckte sig över ett stort område ner mot Grönviksvägen i Grönvik och upp till Olovslund, där den gränsade mot Åkeshov och mot Ulvsunda ägor, ungefär i Nyängsvägens sträckning till Smedslättens gård. Åkeshovs gods ägde vid sekelskiftet 1900 Mälarstranden från Grönvik och nästan ända till Tyska botten. Det var en sträcka på 3,5 km. Redan på 1880-talet kom de första bebyggarna till Grönvik i Bromma. Kring Grönviks ångbåtsbrygga växte det upp ett litet samhälle. En tvättare vid namn Frans August Löfgren (1860-1945) fick tjänst i Ålstens gård 1884. Av den dåvarande ägaren Pehr Bergstedt fick Löfgren vid Grönvik på Ålstens gårds mark hyra tomten Ekdalen alldeles vid den nuvarande båthamnen. Löfgrens villa och tvättstuga låg på tomten invid båthamnen på Grönviksvägen 7. 
Under 1800-talet hade Ålstens gård två tegelbruk, ett vid "Gröna slätten" och ett, "det östra", där Bergviks båtvarv i Smedslätten nu ligger. Driften vid det östra tegelbruket upphörde 1887. Vid vägskälet i den nuvarande Ålstensparken och Ålstensängen låg för länge sedan ett frekventerat bränneritorp. Under den Bergstedtska tiden hade Ålstens gård ett 60-tal kor och ett 10-tal hästar som gick och betade där nu Ålstensgatan går.

### Bebyggelsen
Ålstens gårds huvudbyggnad ligger på höjden vid Brantstigen 12 i Ålsten. Gården har urgamla anor. Gustav Vasa köpte 1544 gården från borgaren i Stockholm Carl Andersson och gjorde den till kungsgård. Gustav Vasas kungsgård och Ålstens marker låg nära krönet av Ålstensklippan. Tidigare hade den tillhört Danvikens hospital. Ålstens gård var Gustav Vasas "arv och eget". Huset fick en mäktig stengrund. Byggnaden står på en grund, en stenkällare, från 1500- eller 1600-talet. Grundmurarna med de gamla gråstensblocken från den gamla gården finns kvar och de bildar källarväggarna i det nuvarande huset. De enorma stenväggarna i källarvåningen vittnar om denna byggnads höga ålder. Ytterväggarna är 1,5 meter tjocka. Det sägs vara samma grund, som nuvarande hus vilar på. Gården blev fideikommiss i släkten Stierncrona 1721.

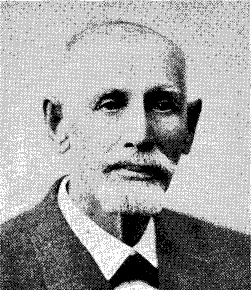
Pehr Bergstedt

1892 köpte Pehr Bergstedt (1948-1924) Ålstens gård, som han sedan ägde åren 1892-1905. Fram till 1895 hade huset endast en våning, samt stor vind och mansardtak. Mangården var då en en sliten byggnad, men vacker och ålderdomlig. Det var ett lågt timrat hus i ett plan med ett högt brutet tak och en öppen gång utmed hela långväggen. Pehr Bergstedt köpte Ålstens gård, som han sedan ägde åren 1892-1905. På 1890-talet, ombyggdes gården när Pehr Bergstedt var ägare. Mangårdsbyggnaden revs och nybyggdes 1895 av Pehr Bergstedt. Han lät uppföra den stora tvåvånings glasverandan som fick utsmyckningar med lövsågerier. Likaså ändrades mansardtaket till det sadeltak som huset ännu har. Huvudbyggnaden är präglad av ombyggnader omkring sekelskiftet 1900 och senare. 1904 köptes gården med tillhörande mark av Stockholms stad, som gjorde Ålsten till en del av trädgårdsstaden Bromma. Ännu fram till 1916 bodde Pehr Bergstedt på gården under somrarna. Därefter var gården utarrenderad och fram till 1923 bedrevs lantbruk. Gårdens marker styckades då upp för den radhus- och villabebyggelse som nu finns i området. Huvudbyggnaden har byggts om och restaurerats i omgångar.  

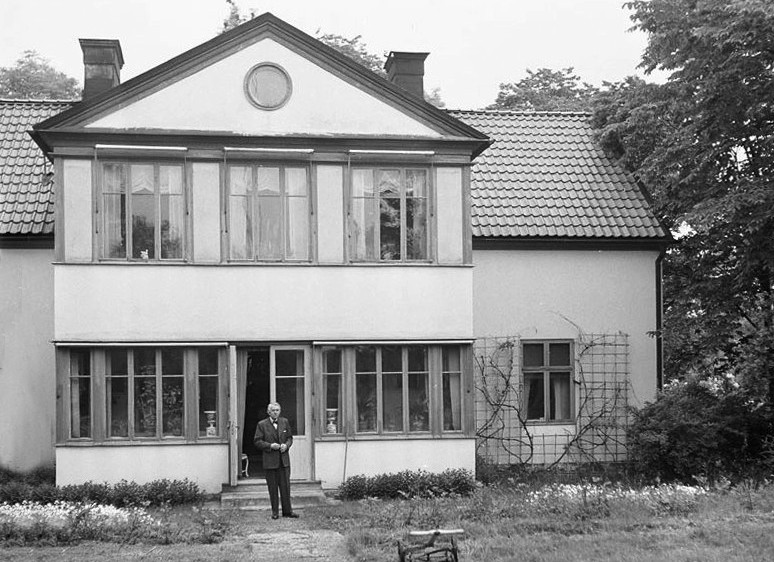
Axel Gauffin framför sitt hem, 1957. Han var ägare till Ålstens gård 1936-1957.

År 1936 köptes gården med tomt av Axel Gauffin (1877-1964), då överintendent vid Nationalmuseum. När han köpte gården var den rätt nergången och den restaurerades då på Gauffins initiativ varvid verandans lövsågerier avlägsnades. 1936 restaurerades och ombyggdes själva huvudbyggnaden av Gauffin. En genomgripande restaurering enligt hans direktiv gav byggnaden dess nuvarande utseende. Han lät bygga till den gamla huvudbyggnaden. Huset breddades genom att utnyttja glasverandorna, ett trapphus mot Brantstigen uppfördes, en ljus och luftig interiör skapades. Axel Gauffin var därefter bosatt på Ålsten fram till 1957. 
Efter Axel Gauffin tog Axel Iveroth (1914-1993) över Ålstens gård 1957. Iveroth var ekonom och chef för Sveriges Industriförbund under perioden 1957-1977, och var ägare till gården 1957-1990, då fastigheten såldes till Urban Rosengren. När arkitekt Urban Rosengren 1990 förvärvade Ålstens gård var byggnadens underhåll grovt eftersatt. En totalrenovering inleddes därför och den förfallna 1930-talsfasaden ersattes av den nuvarande fasaden. Interiört gjordes också stora förändringar, bland annat grävdes källargolvet ur för att skapa en bättre takhöjd. Vid utgrävningen fann man några hästrelaterade fornfynd vilket tyder på att källaren tidigare varit stall. Några år senare tillkom annexbyggnaden innehållande två lägenheter. Både annexbyggnaden och huvudbyggnadens fasader ritades av Urban Rosengren. Familjen Rosengren bebodde Ålstens gård fram till 2009 då gården såldes till Anders Lönner (Meda).
Ytterligare två hus finns ännu kvar från gårdstiden. Dessa båda hus är från mitten av 1800-talet. Huset på Vallarestigen 7 är byggt på grunderna av gårdens östra flygel, nu är huset ombyggt till en elegant villa. Den västra flygeln uthyrdes av Stockholms stad som sommarbostad åren 1917-1926, sedan revs byggnaden. Den låg nämligen där Brantstigen skulle dras fram. Den kvadratiska ytan framför huset på Brantstigen var en gång gårdsplan. Huset på Vallarestigen 6, på andra sidan vägen, är även det ett äldre hus, som tillhört anläggningen, det ligger i vinkel till den tillbyggda "trädgårdsstugan". Det huset var bostad åt trädgårdsmästaren, men det var ursprungligen drängstuga. På höjden vid gården finns en rund plattform, under 1800-talet låg här en väderkvarn. På krönet av klippan finns spår av en uppbyggd terrass. Vid stigen ner mot sjön finns spår efter det bränneritorp, som låg söder om gården. Tidigare fanns det ett båtsmanstorp, som låg nära Ålstenen, men det revs 1924. Delar av gårdens gamla allé i riktning mot Olovslund, som var landsvägen mot staden, finns också kvar.

### Tidigare torp och stugor
I området kring Ålstensängen har det tidigare funnits flera torp och stugor, som tillhörde Ålstens gård, men som numera är försvunna.

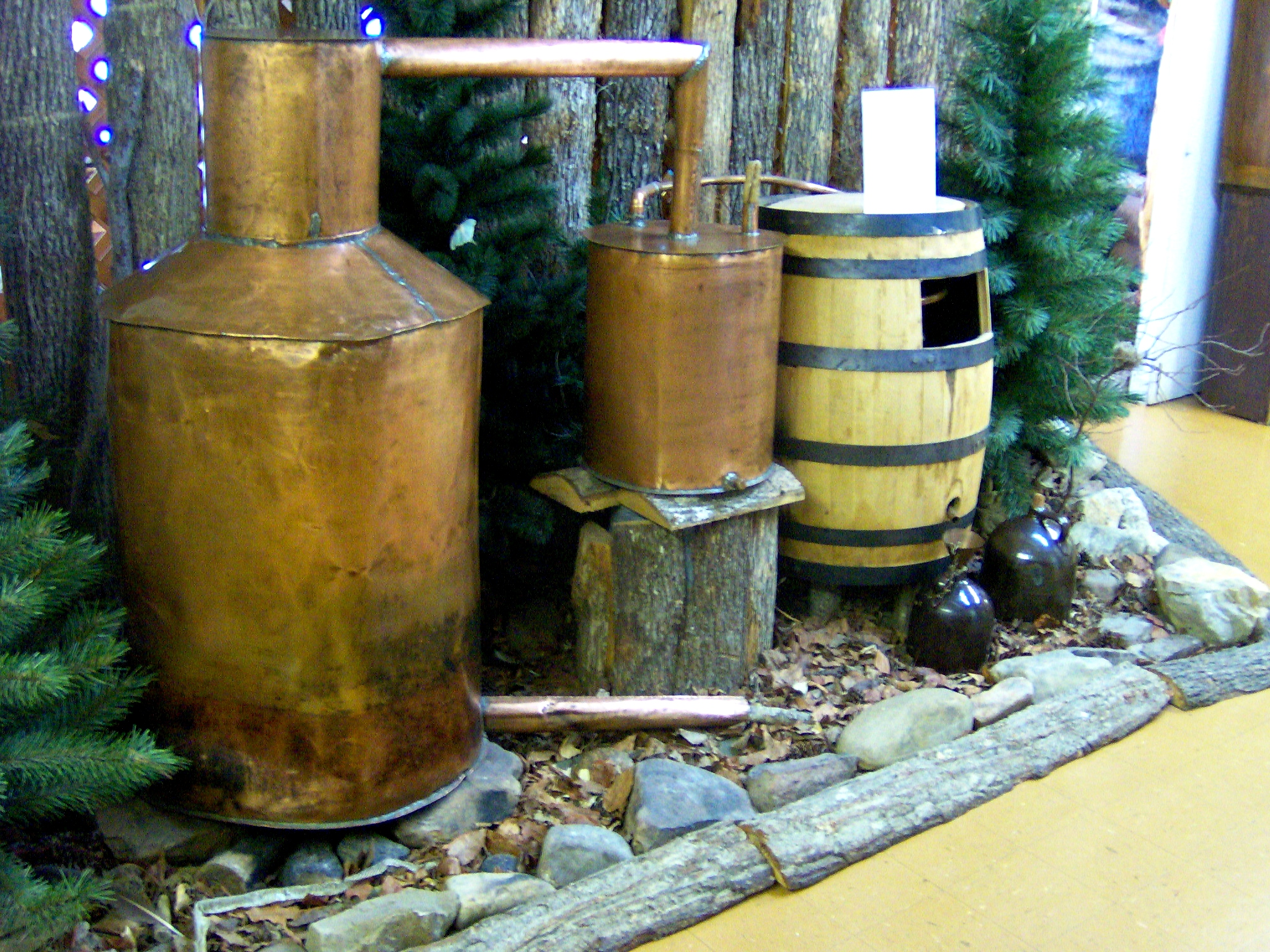
Äldre apparat för husbehovsbränning. Ångan kyls av och kondenserar genom att ett rör går genom tunnan till höger, som är fylld med kallt vatten.

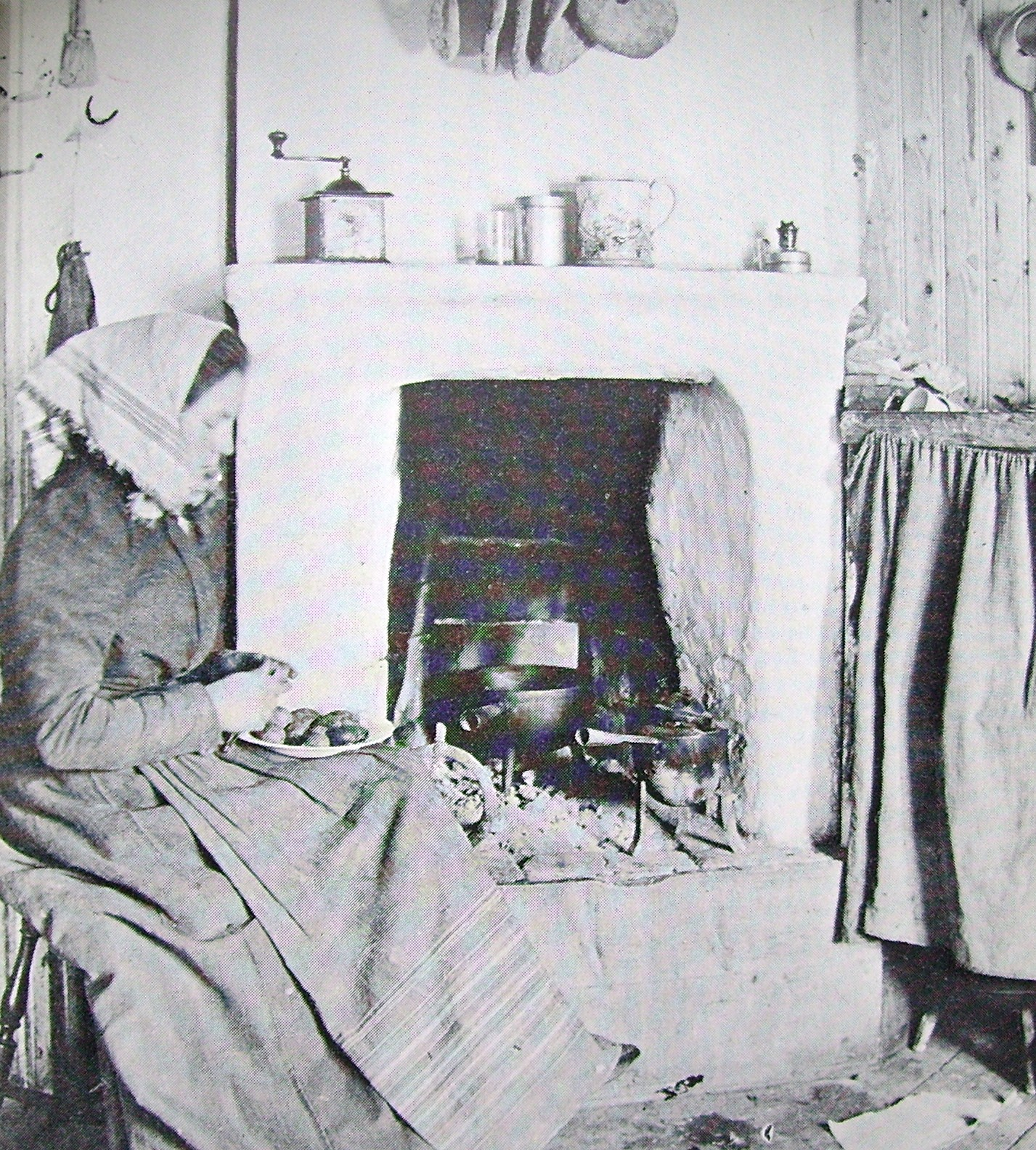
Interiör från en statarstuga. Bild från Nordiska museet.

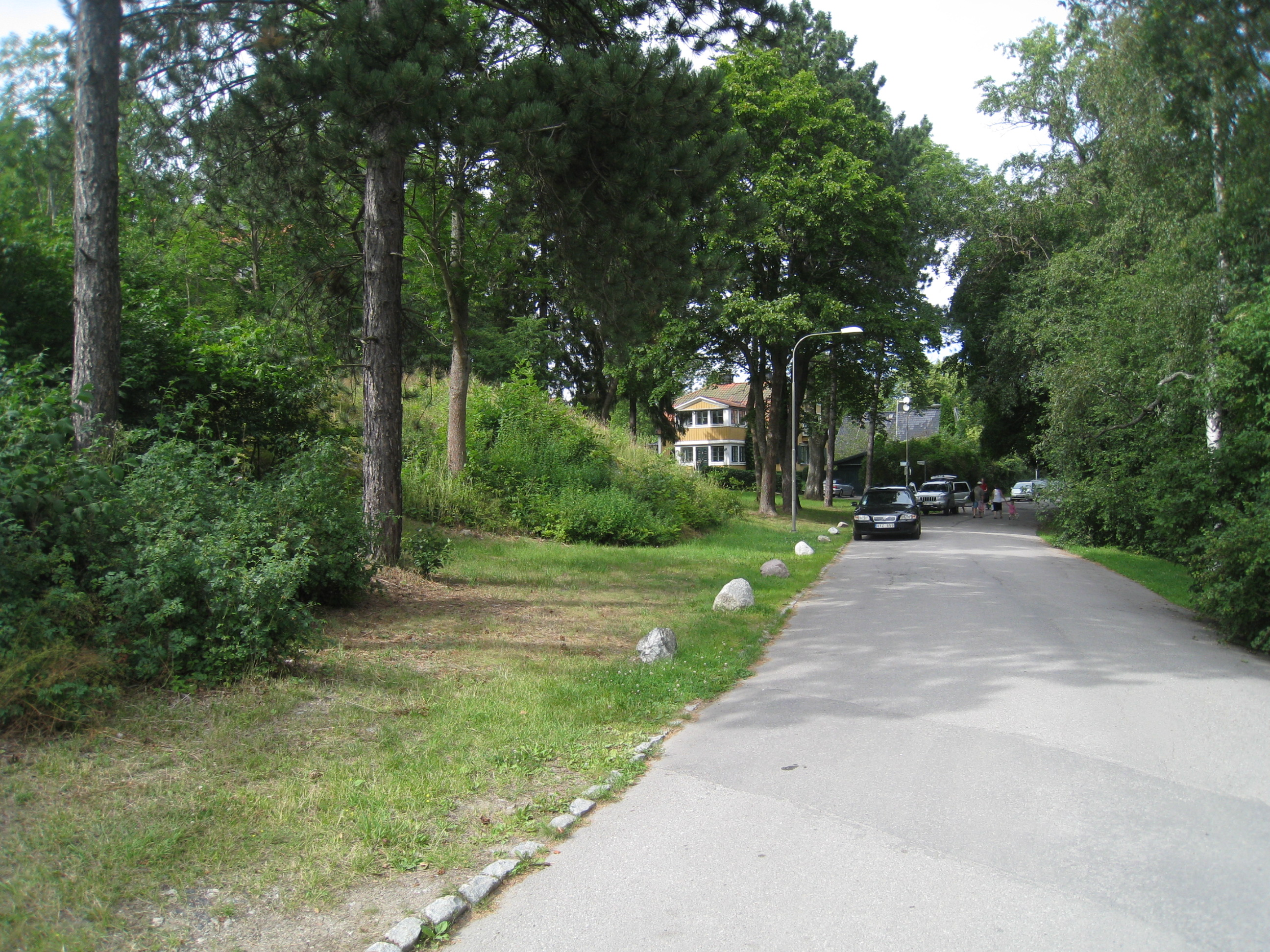
Ålstens kvarnstuga har troligen legat på den här platsen nedanför krönet av Ålstensklippan.

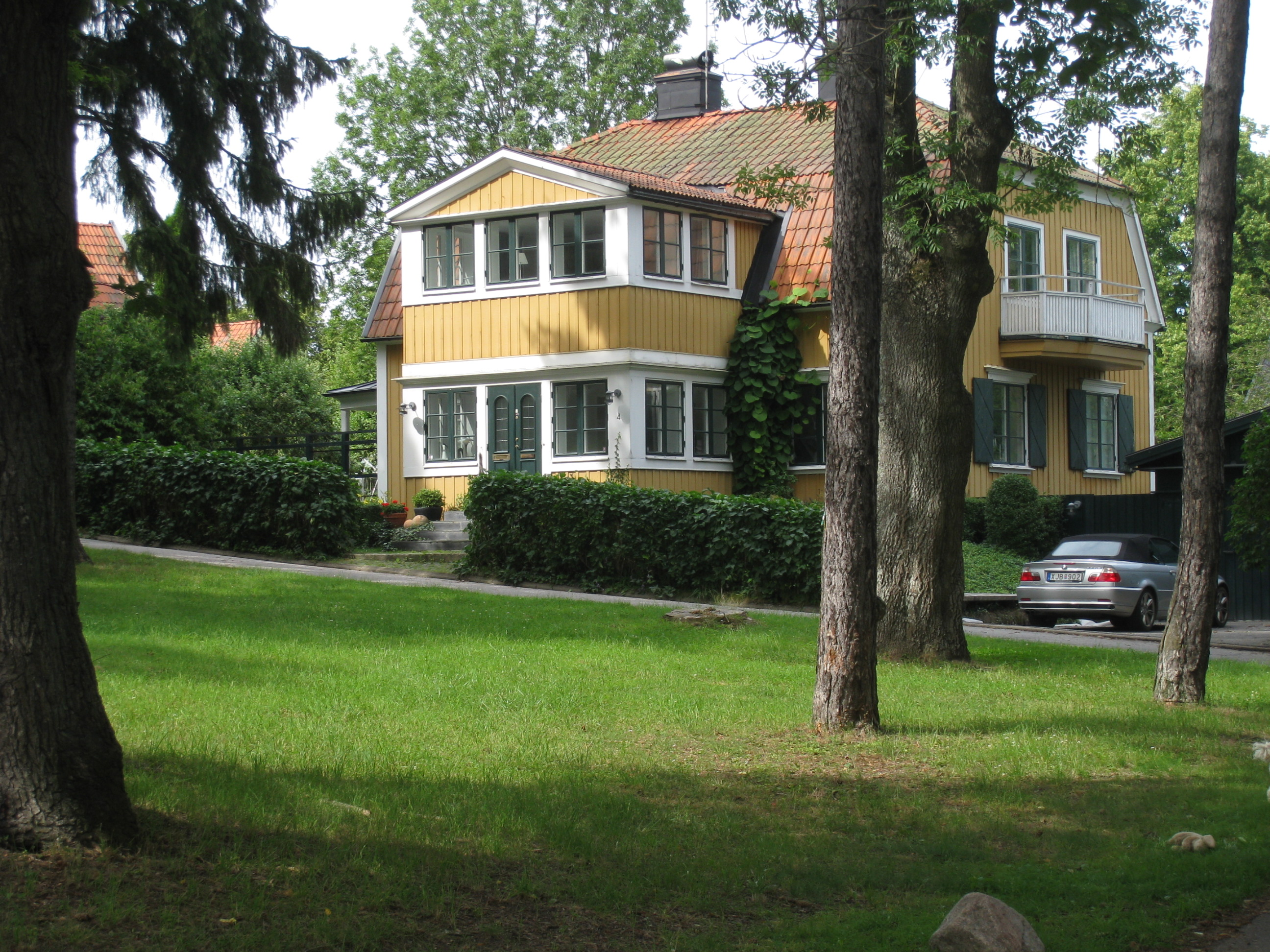
Här vid korsningen vid Vallarestigen 4 och Per Albins Väg låg Ålstens smedstuga.

- Ålstens bränneritorp ska ha legat vid vägskälet vid stranden söder om Ålstens gård. Det syns tydligt på 1829 års karta över Bromma i Carl G. af Forsells bok "Beskrifning öfver Bromma Socken År 1825". På 1829 års karta finns en prickmarkering, som anger ett hus nära stranden och alldeles norr därom finns två prickmarkeringar parallellt med varandra. Bränneriet kan ha funnits från början av 1700-talet. I bränneritorpet bodde en arrendator Abraham Klint i slutet av 1700-talet och i början av 1800-talet. En bränneridräng som bodde här hette Jan Rosenqvist. Bränneritorpet kan ha varit bostad för drängen med familj. Det som finns kvar av bränneritorpet idag är rester av en kallmurad stengrund som finns på södra sidan av grunden, medan en grop på den västra sidan om stigen är mycket överväxt av snår. Gropen mäter omkring 7 x 8 meter och gropen öster om stigen finns spår av en kallmurad stengrund. Markeringen på 1829 års karta överensstämmer för dessa gropar. Kartan visar platsen för tre hus, som låg nära stranden, och som tillhörde brännvinstorpet. Något av dessa tre hus har varit själva bränneriet.[18]

- Ålstens båtsmanstorp låg nära det stora höga flyttblocket, Ålstenen, med Arla Coldinukorset (RAÄ 111, flyttblock med järnkors) i Ålstensparken. Stugan löd under Ålstens gård och omnämns i husförhörslängder i början, mitten och slutet 1800-talet. I husförshörslängderna nämns båtsmännen som båtsmän, arbetskarlar och stat eller torpare. Då och då bodde inhysningar i torpet. Torparhustrur arbetade som pigor i lantbruket på Ålstens gård. Torpet syns på 1829 års karta och även på senare kartor. Det var ett timrat boningshus med två rum i en våning under tegeltak. En timrad ladugård fanns också. Båtsmanstorpet vid Ålstenen revs 1924.[19]
- Ålstens väderkvarn låg på krönet av Ålstensklippan nära Ålstens gård. Väderkvarnen tillhörde Ålstens gård. Det var en husbehovskvarn, som finns omnämnd av Carl af Forsell. Kvarnen revs 1893, men redan 1885 upphörde malningen. Spår av en uppbyggd terrass finns på krönet av klippan.[20]

- Ålstens kvarnstuga låg nedanför väderkvarnen. Nedanför kvarnterrassen finns det ett terrassliknande område, som kanske var platsen för kvarnstugan.  I stugan bodde mjölnaren med familj så länge som kvarnen användes. Stugan hade kammare och kök. På en karta från början av 1900-talet markeras den som "sommarstuga" på platsen. [21]

- Ålstens rättarbostad finns markerad öster om båtsmanstorpet på en karta över området vid Ålstens gård vid 1900-talets början. Rättarebostaden låg vid den lilla vägen, som går ned i Ålstensparken vid första villan. Rättaren Anders Anderson Litsberg nämns i husförhörsprotokoll 1810 och rättaren Johannes Sandström omtalas i husförhörsprotokoll från 1876-1880. Familjen Klason bebodde senast rättarens bostad. Inga spår finns kvar av stugan.[22]

- Ålstens skogvaktarbostad, den så kallade  Sjövillan, låg ovanför bryggan väster om Ålstensängen och nedanför berget, där Ålstens gård ligger. Omkring år 1900 byggdes där en villa, "Sjövillan". Här bodde från 1914 en skogvaktare Lönnbom, Ålstens gård. I cementplattan runt flaggstången inristade han "Lönnbom 1919". Plattan kan fortfarande ses i snåren på platsen bland trädgårdsväxterna. Sjövillan revs 1974.[22]

- Ålstens smedstuga var belägen vid Per Albins Väg strax söder om korsningen med Vallarestigen öster om Ålstens gård. Det var från början en smedja som tillhörde Ålstens gård. Smeden Sandström var en skicklig smed och han bodde i smedjan på 1880-talet, där han stekte mat på en öppen härd, på en så kallad ässja, som eldas med stenkol eller träkol. "Han hade spikat ihop något sängaktigt åt sig inåt väggen. Ibland hade han stekpannan på ässjan där och stekte lite åt sig."[23] Inga spår finns kvar av smedstugan.[22]

- Ålstens statarstuga låg vid vägen mot bryggan (idag Per Albins Väg) nära Ålstens gård. Stugan byggdes som statarstuga för två familjer på 1860-talet. Stugan kallades Kapernaum och tillhörde Ålstens gård. Det var ett timrat parhus med två rum om 30 m2. Varje rum var bostad för en familj med barn. I rummen fanns öppen spis försedd med brandringar för matlagningen. Det var sparsamt möblerat och trångt för familjerna. I stort sett var det bara en säng, ett bord och några stolar. Det fanns dagvattenbrunn. Ingenjör Pehr Bergstedt, som ägde Ålstens gård 1892-1905, lät bygga om varje rum till ett stort rum och ett litet kök, där järnspis sattes in. På brunnen lades ett brunnslock av gjutjärn och en pump sattes dit. Inga spår finns kvar av statarstugan.[24]

- Grönviks tvätteri låg nära nära Ålstens gård. Frans August Löfgren (1860-1945)[25] fick tjänst vid Ålstens gård 1884 och fick av den dåvarande ägaren Pehr Bergstedt hyra tomten Ekdalen alldeles vid den nuvarande båthamnen. Löfgren fick hyra tomten av Pehr Bergstedt när han fick tjänst i Ålstens gård. Han kom till Ålstens gård som 20-åring och blev gården trogen hela sitt liv. Löfgren var född i Fågelås församling i Skaraborgs län. Han hade tvätteri i Grönvik, hans villa och tvättstuga låg vid Grönviksvägen 7, och var verksam med tvätteriet redan på 1880-talet. Tvätteriets kunder bodde inne i staden och man använde då Grönviks ångbåtsbrygga. På vintern kördes ofta tvätten med kälke in till staden. Verksamheten vid tvätteriet pågick fram till 1943 och sysselsatte sex personer ur familjen samt ytterligare tvätterskor. Tvättaren Frans August Löfgren var den första av dem och han blev även den sista. Frans August Löfgren är begraven på Bromma kyrkogård.[26][27]

## Nutida bilder

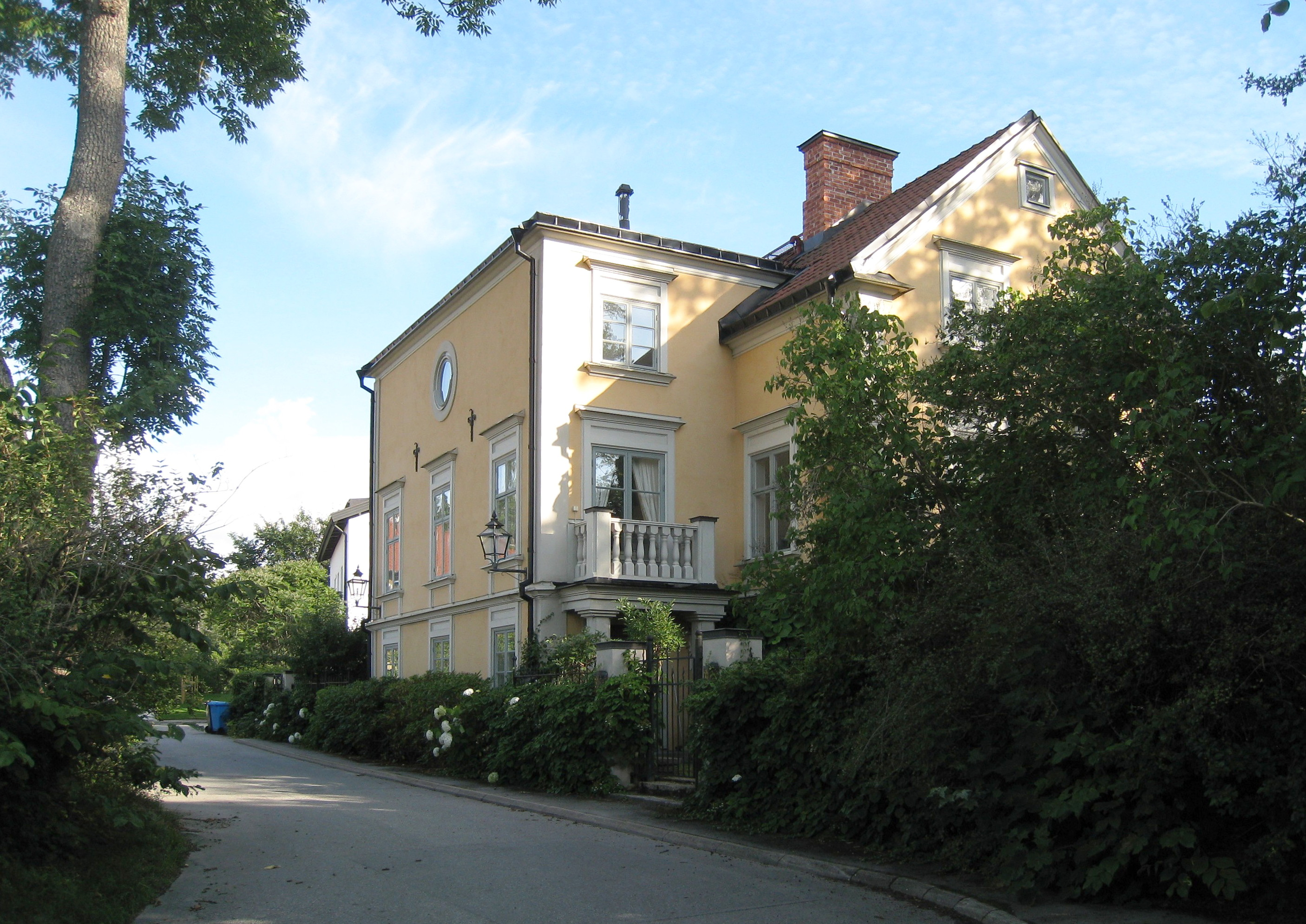
Fasad mot Brantstigen.
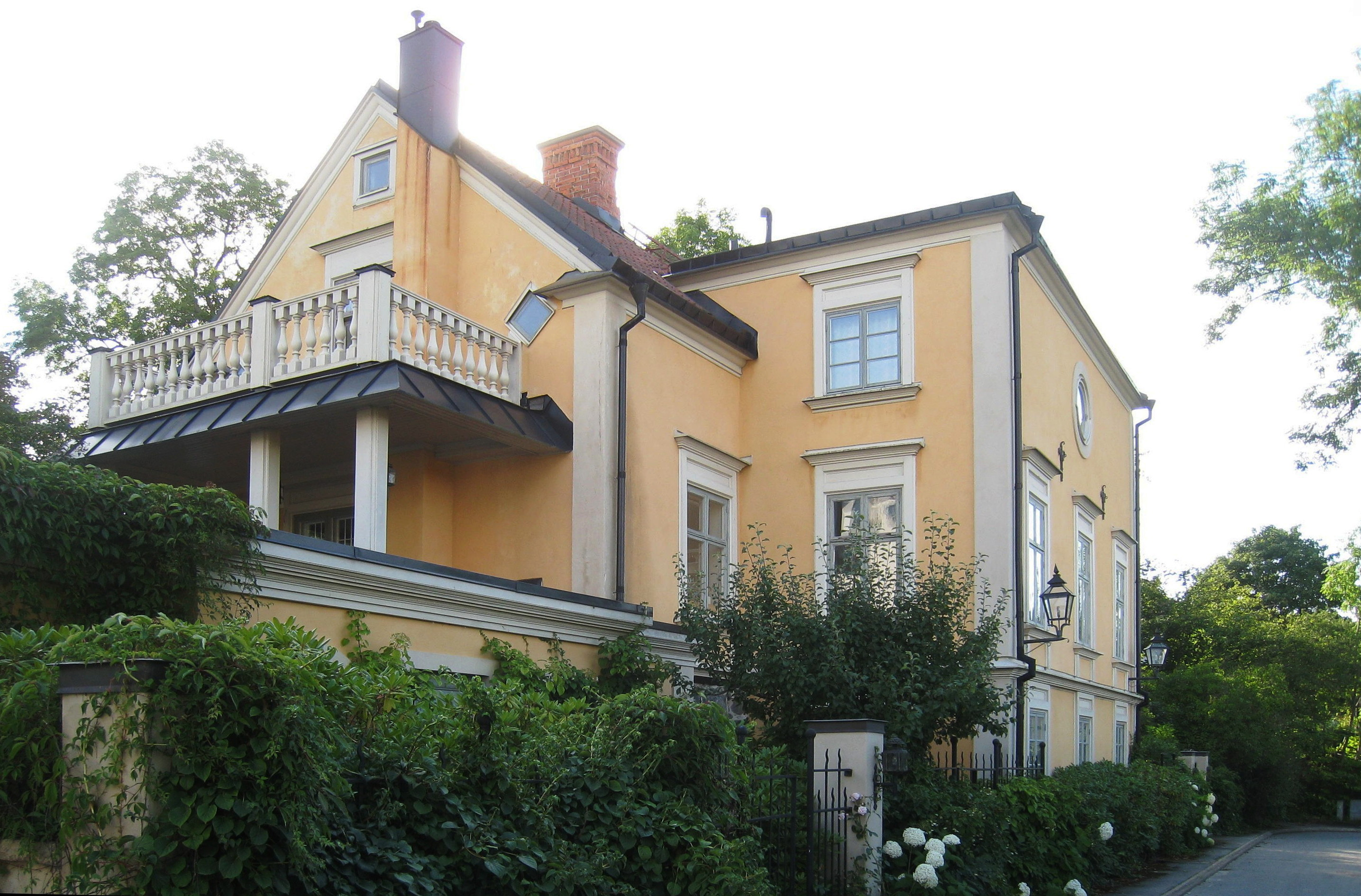
Fasad mot Brantstigen.
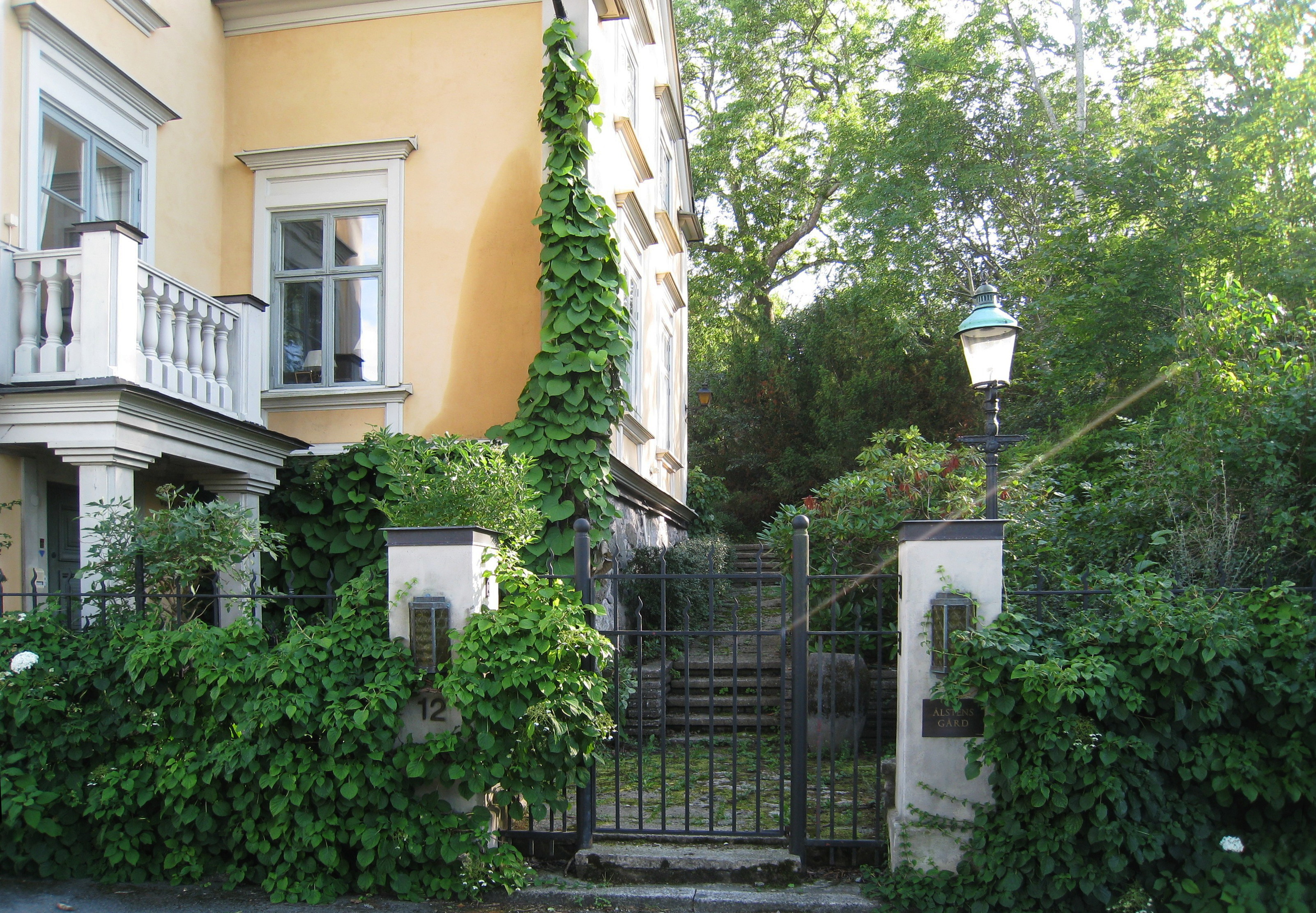
Entrén.
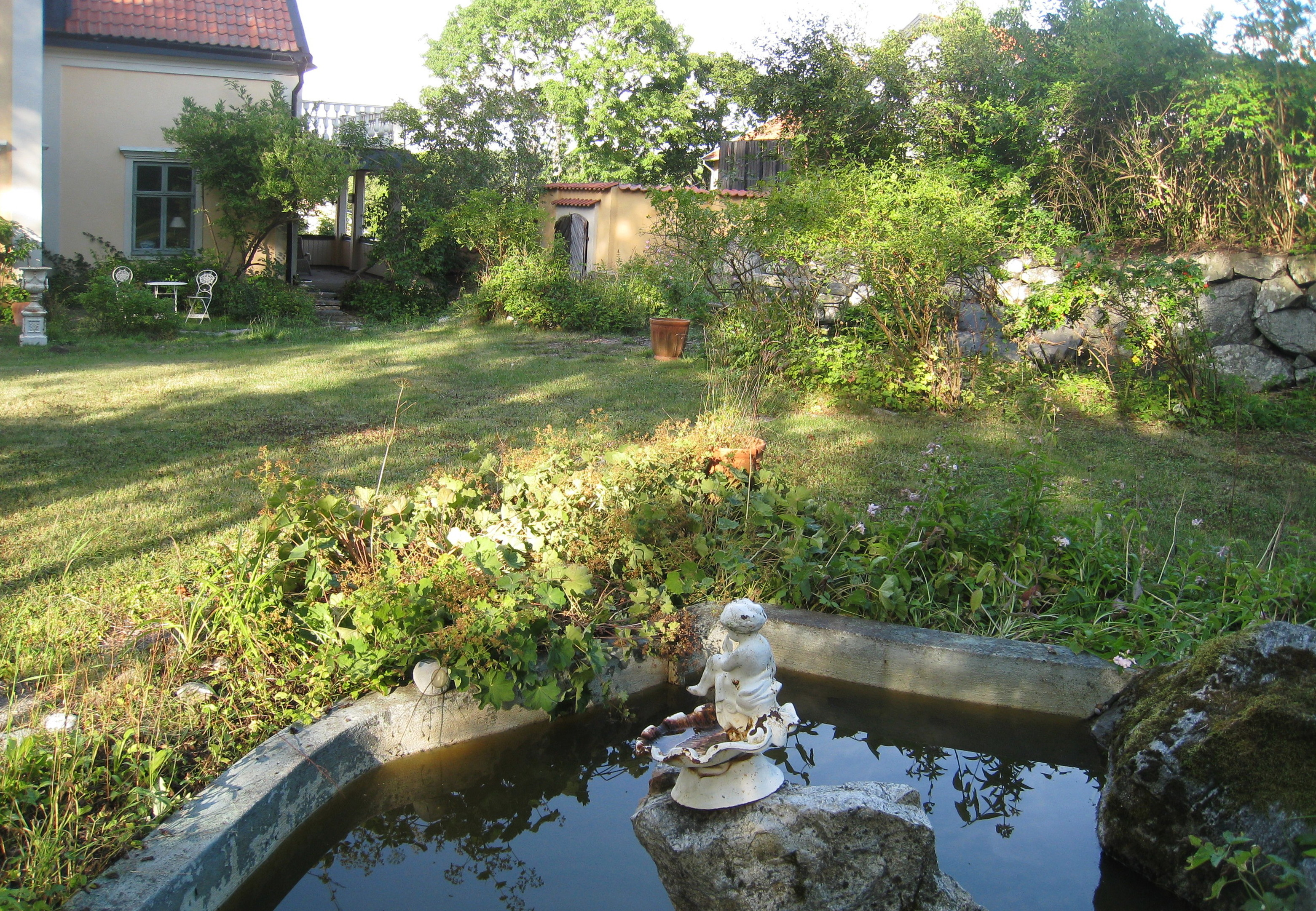
Trädgården.